# Ménil-Hermei
Ménil-Hermei är en kommun i departementet Orne i regionen Normandie i nordvästra Frankrike. Kommunen ligger i kantonen Putanges-Pont-Écrepin som tillhör arrondissementet Argentan. År 2022 hade Ménil-Hermei 201 invånare.

## Befolkningsutveckling
Antalet invånare i kommunen Ménil-Hermei
| Referens: INSEE |